# Ястребки (Рязанская область)
Ястребки — село в Сапожковском районе Рязанской области России, входит в состав Канинского сельского поселения.

## География
Село расположено на берегу речки Воротца в 15 км на север от центра поселения села Канино и в 28 км на северо-запад от райцентра посёлка Сапожок.

## История
Деревянная Христорождественская церковь с приделом Покровским в Ястребках построена в 1871 году. В 1905 году построена была кирпичная Рождества Христова церковь на каменном фундаменте с таковой же колокольней
В XIX — начале XX века село входило в состав Пустотинской волости Ряжского уезда Рязанской губернии. В 1906 году в селе было 59 дворов.
С 1929 года село являлось центром Ястребковского сельсовета Сапожковского района Рязанского округа Московской области, с 1937 года — в составе Рязанской области, с 1957 года — в составе Новокрасинского сельсовета, с 2005 года — в составе Канинского сельского поселения.

## Население
| 1859 | 1906 | 2010 |
| ---- | ---- | ---- |
| 231  | ↗426 | ↘6   |